# SN 1999gk
SN 1999gk – supernowa typu II odkryta 15 grudnia 1999 roku w galaktyce NGC 4653. W momencie odkrycia miała maksymalną jasność 15,70m.